# Internationella öspelen 1989
Internationella öspelen 1989 hölls på Färöarna, från den 5 till 13 juli 1989.

## Medaljutdelning
| Prisutdelning vid Öspelen på Färöarna 1989 | Prisutdelning vid Öspelen på Färöarna 1989 | Prisutdelning vid Öspelen på Färöarna 1989 | Prisutdelning vid Öspelen på Färöarna 1989 | Sammanlagt |
| Ö                                          | Guld                                       | Silver                                     | Brons                                      | Sammanlagt |
| Isle of Man                                | 34                                         | 28                                         | 23                                         | 85         |
| Island                                     | 14                                         | 12                                         | 8                                          | 34         |
| Färöarna                                   | 13                                         | 5                                          | 10                                         | 28         |
| Gotland                                    | 11                                         | 9                                          | 6                                          | 26         |
| Guernsey                                   | 9                                          | 12                                         | 16                                         | 37         |
| Isle of Wight                              | 8                                          | 8                                          | 6                                          | 22         |
| Åland                                      | 5                                          | 11                                         | 9                                          | 25         |
| Jersey                                     | 5                                          | 8                                          | 7                                          | 20         |
| Orkneyöarna                                | 4                                          | 3                                          | 4                                          | 11         |
| Gibraltar                                  | 1                                          | 1                                          | 6                                          | 8          |
| Shetlandsöarna                             | 0                                          | 3                                          | 1                                          | 4          |
| Anglesey                                   | 0                                          | 3                                          | 0                                          | 3          |
| Grönland                                   | 0                                          | 2                                          | 3                                          | 5          |
| Frøya                                      | 0                                          | 0                                          | 0                                          | 0          |
| Hitra                                      | 0                                          | 0                                          | 0                                          | 0          |

## Idrottsgrenar
| - Badminton - se resultat - Bågskytte - se resultat - Bordtennis - se resultat - Gymnastik - se resultat | - Volleyboll - se resultat - Fotboll - se resultat - Friidrott - se resultat - Judo - se resultat | - Skytte - se resultat - Cykling - se resultat - Simning - se resultat |